# Битка при Артемизион
Битката при Артемизион между флотите на персийският владетел Ксеркс I и силите на Елинския съюз е антична морска битка в гръцкия класически период, водила се през август или септември на 480 година пр. Хр. при северния бряг на остров Евбея.

## Исторически извори
Детайлно описание на битката оставя Херодот в книги 7 и 8 на История като едно от ключовите стълкновения в хода на Втората персийска инвазия в Гърция.

## Място на битката
Битката се е водила във водите на днешния проток Трикери между северния бряг на остров Евбея и полуостров Магнезия. Името ѝ се свързва с евбейския нос Артемизион, край който се срещат двете флотилии.